# Michael D. Higgins
Michael Daniel Higgins (iriska: Micheál D. Ó hUiginn), född 18 april 1941 i Limerick, är en irländsk politiker, sociolog, poet och författare. Sedan 2011 är han Irlands president. Fram till 1997 var han landets kulturminister.
Higgins var partiledare för irländska Labour och var partiets kandidat i 2011 års presidentval. Higgins vann valet efter andra omgången och fick 56,8 procent av rösterna. Han tillträdde 11 november 2011 som Irlands president. 
Higgins ställde även upp i det irländska presidentvalet 2018. Higgins vann första valomgången med 55,8 % av rösterna och tillträdde som president för sin andra period den 11 november 2018.